# التذكرة رقم 13
التذكرة رقم 13 هو فيلم تلفزيوني مغربي من إخراج محمد منخار سنة 2009، وبطولة كل من محمد خيي، عز العرب الكغاط، محمد الشوبي، ربيع القاطي، ثريا جبران، بنعيسى الجيراري، وآخرون.

## القصة
من عادة «عبد الجليل» عند نهاية كل شهر أن يزور عائلته في نواحي مراكش، فهو يعمل تقنيا في الدار البيضاء. وفي ذلك المساء، كان عليه أن ينتظر حافلة منتصف الليل. قرر ألا يعود إلى بيته وأن يقضي ما تبقى من الوقت في التجول، وصدفة التقى بفتاة له بها سابق معرفة، اسمها «نزهة» وهي فتاة شابة منحرفة. ستنتهي السّهرة بشكل مأساوي عندما تُقتل نزهة في شقته، فتُحقّق الشرطة لمعرفة القاتل.